# Digestione

Organi che contribuiscono alla digestione

La digestione è il secondo passaggio della nutrizione degli organismi viventi. Di tipo chimico e/o meccanico, trasforma e riduce in complessità i principi nutritivi assunti, in genere macromolecole o strutture biologiche complesse, in sostanze più semplici assorbibili ed assimilabili dall'organismo. Comprende sia i processi digestivi propri dell'apparato digerente nei metazoi, sia la digestione all'interno della cellula, ad esempio nei vacuoli digestivi, nell'ambito della fagocitosi, la digestione di molecole complesse come la lignina da parte di funghi come gli ascomiceti, ed in generale la degradazione a scopo metabolico, compresa quella effettuata dalle piante carnivore per procurarsi elementi minerali essenziali, come l'azoto da fissazione biologica assente nei terreni da loro abitati, dalla digestione dalle molecole complesse di piccoli organismi animali.

## La digestione nei diversi organismi vivi
I sistemi digestivi possono assumere molte forme. Vi è una possibile distinzione fondamentale in primis tra digestione da parte di organismi unicellulari (dove non vi sono organi preposti, ma solo organelli e vie metaboliche), e poi tra la digestione interna ed esterna. La digestione esterna è originariamente più primitiva, e la maggior parte dei funghi fa ancora affidamento su di essa. In questo processo, gli enzimi vengono secreti nell'ambiente circostante l'organismo, dove possono scindere parte del materiale organico e alcuni dei prodotti retro-diffondere per l'utilizzo da parte del fungo.  Successivamente, i sistemi più evoluti nel processo di digestione li troviamo negli animali, a poter formare un ambiente interno, come il tubo digerente in cui si verifica la digestione interna, più efficiente perché più prodotti scissi in molecole assorbibili possono essere catturati in toto o selettivamente, e l'ambiente chimico interno può essere più efficacemente controllato.
Alcuni organismi, tra cui quasi tutti i ragni, praticano una predigestione esterna: secernono biotossine e prodotti chimici digestivi come enzimi nell'organismo predato prima dell'ingestione della conseguente "zuppa" di prodotti predigeriti.

## Digestione negli esseri umani
La digestione consiste nello "spezzare" le catene dei principi nutritivi contenuti nel cibo. Per compiere quest'azione sono essenziali gli enzimi, che rendono semplici le catene dei principi nutritivi.
Essa inizia dalla bocca, che viene aperta o chiusa da una parte fissa, la mascella, cui si articola una parte mobile, la mandibola. È delimitata all'esterno dalle labbra e all'interno dal palato, in alto, e dal pavimento boccale e dalla lingua. La lingua è un muscolo volontario mobile che impasta il cibo durante la masticazione preparandolo per la deglutizione.
Il cibo ingerito riceve dalle ghiandole salivari la saliva, viene portato alla temperatura ottimale per la digestione ed è rotto meccanicamente dai denti, tra cui gli incisivi che lo tagliano, i canini che lo strappano e i premolari e i molari che lo triturano; mentre è in parte demolito chimicamente dalla saliva, prodotta circa un litro e mezzo ogni giorno dalle ghiandole salivari.
La saliva è prodotta principalmente dalle tre ghiandole salivari maggiori: la parotide, la più grande, situata sotto l'orecchio, la sottomandibolare e la sottolinguale. La saliva è una soluzione acquosa al 99.5 %, e contiene l'α amilasi salivare, un enzima che a pH 7 inizia la demolizione dei carboidrati, es. amidi in frammenti più piccoli, come il maltosio, costituito da due molecole di glucosio. La "lipasi salivare" è un altro enzima che agisce sui trigliceridi iniziandone la demolizione, rompendo i legami estere che vi sono tra i due dei tre acidi grassi con la molecola di glicerolo, formando un monogliceride e due acidi grassi liberi. La lipasi salivare, a differenza dell'α amilasi salivare, è un acido stabile, quindi, a livello dello stomaco continua ad agire fino ad arrivare nell'intestino dove viene potenziata la sua azione dalla lipasi pancreatica.
Il cibo, impregnato di saliva e impastato con i movimenti della mandibola e della lingua, forma il bolo, che viene spinto nella faringe dove viene deglutito. La faringe fa parte anche dell'apparato respiratorio ed è la via attraverso cui l'aria entra nella laringe e quindi passa nella trachea. Durante la deglutizione l'introduzione dell'aria nei polmoni cessa e l'entrata della laringe è coperta dall'epiglottide, una valvola muscolare, in modo che il bolo imbocchi la via giusta cadendo nell'esofago. L'esofago, un tubo lungo anche 30 cm, attraversa il diaframma, e termina nello stomaco. Il diaframma è il muscolo a forma di cupola che separa la cavità toracica dalla cavità addominale. Nell'esofago il cibo si muove spinto da contrazioni peristaltiche che avanzano come onde, restringendo il passaggio al di sopra del bolo e allargandolo al disotto. Esse ci permettono di inghiottire e far avanzare il cibo nell'esofago anche se ci troviamo a testa in giù.

### La digestione nello stomaco

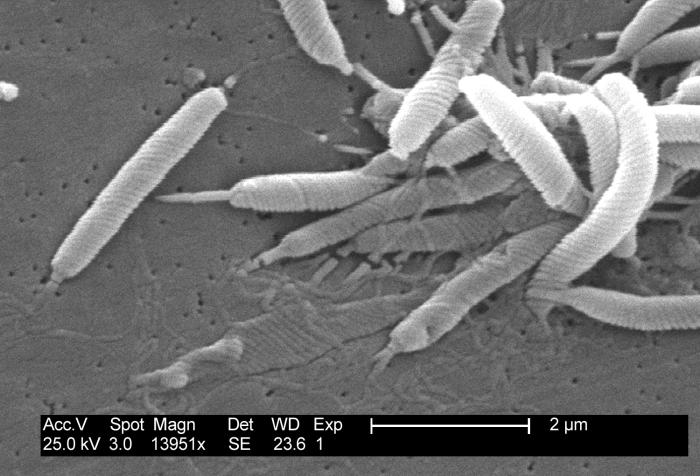
Helicobacter pylori

L'ingresso del bolo nello stomaco è controllato da un muscolo sfintere, il cardias. Lo stomaco è come un sacco dalla capacità di più di un litro, dalle robuste pareti muscolari. La parete più interna dello stomaco, la mucosa, presenta numerosi microvilli all'interno dei quali si annidano le ghiandole che, a ogni pasto, producono circa 500 ml di succo gastrico, composto da pepsinogeno, muco, acido cloridrico (che non è un enzima) ed enzimi. A causa della presenza di un acido forte nella composizione del succo gastrico, come l'HCl, il pH dello stomaco è compresa tra 1-2.
L'acido cloridrico (HCl), rilasciato dalle cellule parietali, dissolve la sostanza cementante posta tra le cellule del cibo, uccide i batteri e attiva un precursore inattivo, secreto da ghiandole gastriche chiamate cellule principali, il pepsinogeno.
Quando, nella cavità dello stomaco, il pepsinogeno è raggiunto dall'acido cloridrico, esso diventa pepsina (dal greco pèpsis = cottura). Infatti l'acido cloridrico idrolizza un legame peptidico del polimero del pepsinogeno (ovvero "stacca al pepsinogeno una sequenza precisa di amminoacidi") in modo che il polimero restante sia quello della pepsina. Mentre il pepsinogeno è inattivo e non può danneggiare le cellule delle ghiandole che lo producono, la pepsina agisce sui legami peptidici che legano tra loro gli amminoacidi delle proteine. Si formano così piccoli frammenti di proteine, i peptidi, composti da alcuni amminoacidi ancora legati tra loro.
La mucosa dello stomaco è rivestita da una patina di muco (prodotto dalle cellule mucose) che ha la funzione di proteggere le cellule dai succhi digestivi, ovvero di impedire l'autodigestione. La protezione è indispensabile perché essi, così come attaccano e digeriscono gli alimenti, potrebbero attaccare e digerire la stessa parete dello stomaco. Talvolta però, la mucosa può essere danneggiata da sostanze irritanti come l'alcol o l'acido acetilsalicilico; oppure il muco può venire prodotto in quantità insufficiente. Quando ciò si verifica, gli enzimi e l'acido cloridrico iniziano ad autodigerire lo stomaco: si forma una lesione chiamata ulcera peptica. Il sintomo tipico è un dolore profondo nella parte superiore dell'addome a stomaco vuoto. Recentemente si è scoperto che nello stomaco di molti individui è presente un batterio, l'Helicobacter pylori, che potrebbe avere un ruolo importante nell'insorgenza del disturbo.
Lo stomaco ha funzione di dissolvimento e di digestione, ma in genere non di assorbimento ed il tempo di transito dipende dal tipo di alimento assunto: sono necessarie 1-2 ore per i carboidrati, 3-4 ore per le proteine e dalle 5 ore in su per i grassi. Tuttavia alcune sostanze come l'acqua, le vitamine, l'aspirina, il glucosio e l'alcool, possono essere direttamente assorbite nello stomaco prima di arrivare nell'intestino. Ciò avviene perché le loro molecole sono sufficientemente piccole da passare direttamente nel sangue che scorre nei vasi delle pareti dello stomaco. Per questo motivo l'alcool, anche se ingerito da poco, può avere effetti quasi immediati.
Il contenuto dello stomaco, quando raggiunge l'intestino, è una poltiglia semi-solida lattiginosa e acida (il pH dello stomaco è 1-2) ed è detto chimo. Il chimo si trasforma in chilo quando passa, attraverso lo sfintere chiamato piloro, nell'intestino tenue. Il primo tratto dell'intestino tenue prende il nome di duodeno e ha la caratteristica forma "a curva".
Nel duodeno confluiscono la bile ed il succo pancreatico. Entrambi svolgono un ruolo importante nella digestione.
La bile è prodotta dal fegato e viene accumulata nella cistifellea. Il suo contenuto in sali biliari aiuta ad emulsionare i grassi rendendoli più facilmente digeribili dalle varie lipasi.
Il succo pancreatico, prodotto dal pancreas esocrino, invece, esercita la vera e propria funzione didigestiva oltre a neutralizzare l'acidità del chimo.
Contiene infatti bicarbonato di sodio che funge da base e ha la funzione di impedire la corrosione dell'intestino, meno ricoperto da muco in confronto allo stomaco, da parte dell'acidità del chimo.
Oltre ad un effetto puramente protettivo, il succo pancreatico contiene molti enzimi. Questi enzimi servono sia alla digestione dei lipidi catalizzando l'idrolisi del legame estere che lega gli acidi grassi al glicerolo (lipasi) sia alla digestione dei legami glucosidici come l'amilasi.

### Assorbimento

Schema dell'intestino crasso e intestino tenue

L'ultima fase della digestione, l'assorbimento, è il passaggio nel sangue, e sistema linfatico, attraverso le pareti intestinali, delle sostanze ottenute dalla digestione delle macromolecole contenute negli alimenti: principalmente glucosio (derivato da amido, glicogeno e disaccaridi ,come il saccarosio), amminoacidi (derivati delle proteine), glicerolo e acidi grassi (derivati dai trigliceridi), vitamine e sali minerali.
Gran parte dell'assorbimento ha luogo attraverso le pareti del digiuno e dell'ileo. Per aumentare la superficie di assorbimento, le pareti dell'intestino tenue sono tutte sollevate in pieghe o pliche a loro volta ricoperte da migliaia di sottili estroflessioni a forma di dito, i villi. Ogni villo è lungo circa 1 mm e ce ne sono circa 3000 per ogni centimetro quadrato. La superficie di ogni villo è ulteriormente aumentata perché le cellule che lo formano hanno la loro stessa membrana sollevata in migliaia di microvilli. Questo meccanismo è utile per garantire una maggiore superficie di assorbimento (ovvero per aumentare l'efficienza del processo di assorbimento).
Le molecole passano attraverso la membrana dei microvilli. Ogni villo è percorso all'interno da una rete di capillari in cui scorre il sangue e qui, nel sangue, si riversano il glucosio, gli amminoacidi, i sali e le vitamine. I capillari intestinali convergono infine in un vaso sanguigno, la vena porta epatica, che entra nel fegato.
I grassi seguono un'altra via, quella linfatica. Dopo aver superato la membrana dei microvilli, il glicerolo e gli acidi grassi si riuniscono e formano di nuovo i trigliceridi, che vanno infine in un piccolo condotto, un vaso linfatico in cui scorre la linfa. La linfa è un liquido che ha una composizione simile al sangue, ma senza globuli rossi. Essa scorre in un sistema di condotti, i vasi linfatici, e filtri, i linfonodi. Dopo un certo percorso i vasi linfatici confluiscono in un unico condotto che termina nel torrente circolatorio. La linfa si unisce quindi al sangue e in quest'ultimo arrivano, direttamente o indirettamente, tutte le molecole provenienti dalla digestione del cibo.
Il contenuto intestinale, dopo l'assorbimento nell'intestino tenue, prosegue lentamente il suo cammino nell'intestino crasso. Il primo tratto, a forma di sacca, è detto cieco perché porta a un'estroflessione vermiforme, l'appendice, che nell'uomo ha un ruolo secondario in quanto contribuisce in piccola parte alle difese immunitarie. La sua infezione è detta appendicite. 
Al cieco segue il colon, il quale è percorso trasversalmente da solchi e dotato di una forte muscolatura. Il colon termina con il retto, che sbocca all'esterno con un muscolo sfintere, l'ano.
Nell'intestino crasso le ghiandole della mucosa producono solo muco e non enzimi. Anche se la parete è lubrificata dal muco, il tempo di transito dei materiali intestinali è piuttosto lungo, dalle 2 alle 6-7 ore. Nel crasso avviene il riassorbimento dell'acqua e dei sali minerali, e l'eliminazione con le feci del cibo non digerito. Il riassorbimento dell'acqua è importante perché ogni giorno vengono riversati nel tubo digerente sotto forma di succhi digestivi ben 7 litri di liquidi. Se il materiale digerito si muove troppo velocemente lungo il colon, si ha un riassorbimento insufficiente di acqua che provoca diarrea e disidratazione; al contrario, se il movimento è troppo lento, l'acqua viene riassorbita in quantità eccessiva, causando stitichezza.

### Patologie
Alcuni sintomi comuni:
- La stitichezza è la difficoltà ad espellere le feci. Inizia con una bassa motilità intestinale provocata da scarsa peristalsi e le feci, ristagnando nel colon, perdono liquidi e si disidratano rendendo sempre più difficile l'evacuazione. Nella stitichezza lieve si può risolvere con attività fisica, una corretta alimentazione e assumendo molta acqua e alimenti ricchi di fibre.

Invece, al contrario, nella stitichezza ostinata causata da motivi funzionali come l'inerzia colica o la pseudo-ostruzione intestinale bisogna evitare l'uso di fibre insolubili e può essere utile l'utilizzo di procinetici.
- La diarrea è la violenta eliminazione di feci acquose e informi, può essere provocata da infezioni o da infiammazioni locali che causano il veloce passaggio del cibo nel tratto intestinale senza che avvenga il riassorbimento dell'acqua.